# Felicia Kingsley
Felicia Kingsley, pseudonimo di Serena Artioli (Carpi, 13 ottobre 1987), è una scrittrice italiana.

## Biografia
Si è diplomata al liceo scientifico e laureata in architettura nel 2012. Nel 2016 ha auto-prodotto il suo primo romanzo Matrimonio di convenienza, che ha poi raggiunto il secondo posto degli ebook più letti del 2017. In Italia ha venduto più di 1 000 000 di copie ed i suoi romanzi sono stati tradotti anche in inglese e ceco. Nel 2020, nella classifica degli ebook del genere romanzo rosa del Kindle Store, i suoi romanzi erano alla prima e terza posizione. Durante il periodo di pandemia di COVID-19 del 2020, ha deciso di devolvere i proventi dell'ebook Appuntamento in terrazzo. Nel 2024 è stata premiata come autrice dell’anno ai TikTok Book Awards al Salone del Libro di Torino. Nello stesso anno, il suo libro Una conquista fuori menù ha raggiunto il podio della classifica dei più venduti.

## Vita privata
Concilia l'attività di scrittrice con la sua professione di architetto.

## Opere
- Felicia Kingsley, Matrimonio di convenienza, Newton Compton, 2017, ISBN 978-88-227-4269-8, OCLC 1206451725.
- Felicia Kingsley, Stronze si nasce, Newton Compton, 2018, ISBN 88-227-1595-0, OCLC 1136969386.
- Felicia Kingsley, Una Cenerentola a Manhattan, Newton Compton, 2020, ISBN 978-88-227-4271-1, OCLC 1206454394.
- Felicia Kingsley, Due cuori in affitto, Newton Compton, 2019, ISBN 978-88-227-2764-0, OCLC 1153249184.
- Felicia Kingsley, La verità è che non ti odio abbastanza, Newton Compton, 2019, ISBN 88-227-3738-5, OCLC 1136959757.
- Felicia Kingsley, Appuntamento in terrazzo, Newton Compton, 2020, ISBN 88-227-4633-3, OCLC 1151810034.
- Felicia Kingsley, Prima regola: non innamorarsi, 2020, ISBN 978-88-227-3926-1, OCLC 1162190237.
- Felicia Kingsley, Il mio regalo inaspettato, Newton Compton, 2020, ISBN 88-227-5334-8, OCLC 1226456206.
- Felicia Kingsley, Bugiarde si diventa, Newton Compton, 2020, ISBN 978-88-227-4187-5, OCLC 1253374461.
- Felicia Kingsley, Non è un paese per single, Newton Compton, 2022, ISBN 9788822751287.
- Felicia Kingsley, Ti aspetto a Central Park, Newton Compton, 2022, ISBN 9788822771773.
- Felicia Kingsley, Innamorati pazzi, Newton Compton, 2023, ISBN 9788822775139.
- Felicia Kingsley, Una ragazza d'altri tempi, Newton Compton, 2023, ISBN 9788822778918.
- Felicia Kingsley, Lo Spezzacuori, Newton Compton, 2024, ISBN 9788822785435.
- Felicia Kingsley, Una conquista fuori menù, Newton Compton, 2024, ISBN 9788822787873.
- Felicia Kingsley, L'amante perduta di Shakespeare, Newton Compton Editori, 2025, ISBN 978-88-227-9560-1.
- Felicia Kingsley, Scandalo a Hollywood, Newton Compton, 2025, ISBN 8822796608